# 倉敷市立倉敷翔南高等学校
倉敷市立倉敷翔南高等学校（くらしきしりつ くらしきしょうなんこうとうがっこう）は、岡山県倉敷市の南部に位置する児島に所在する市立の高等学校。

## 概要
- 通称「翔南高校」定時制課程、単位制、総合学科。2学期制を導入している。
- 入学後に自分の学びたい系列を選べる。
- 修業年数を3年以上とし、留年は原則的にないことも特徴のひとつとしてあげられる。

## 沿革
（沿革節の主要な出典は公式サイト）

### 経緯
倉敷市立の児島地区の高等学校の入学者減少などの影響を受け、統合校として新設された。前身となった高校は「児島第一高等学校全日制普通科」「児島第一高等学校昼間二部制定時制普通科」「児島高等学校夜間定時制普通科」「南海高等学校夜間定時制商業科」の4校である。

## 教育方針
生徒一人一人の能力等に応じた指導を展開し、社会貢献のできる人間を育成する。

## 学校行事
4月 入学式

## 交通
- JR瀬戸大橋線「上の町駅」より徒歩15分
- 下電バス稗田十字路バス停より徒歩5分
- バイク通学：届出制。事情のある場合にのみ許可。
- 自家用車通学：届出制。事情のある場合にのみ許可。